# Melittommopsis juquiensis
Melittommopsis juquiensis is een keversoort uit de familie Lymexylidae. De wetenschappelijke naam van de soort is voor het eerst geldig gepubliceerd in 1955 door Lane.